# Список гранатометів
Гранатомет — переносна вогнепальна зброя ближнього бою, яка пристосована для стрільби бронебійними або осколковими гранатами, яких зазвичай називають пострілами. Призначений для ураження живої сили противника, бронетехніки, укріплених споруд тощо. Калібр гранатометів може становити 20-112 мм. Гранатомети поділяються: за конструкцією — на ручні, гвинтівочні, станкові та ін.; за призначенням — на протитанкові та протипіхотні.
В даному списку розміщуються гранатомети, їх калібр, розробники-виробники та країни.

## Гранатомети першої половини ХХ сторіччя

### США
| Гранатомет                | Калібр | Розробник-виробник |
| ------------------------- | ------ | ------------------ |
| Bazooka                   | 60 мм  |                    |
| M67 (безвідкатна гармата) | 90 мм  |                    |

### Німеччина
| Гранатомет  | Калібр | Розробник-виробник |
| ----------- | ------ | ------------------ |
| Panzerfaust | 149 мм |                    |

### СРСР/Росія
| Гранатомет | Калібр | Розробник-виробник |
| ---------- | ------ | ------------------ |
| РПГ-2      | 40 мм  | СРСР               |

## Гранатомети другої половини ХХ та початку XXI сторіч (починаючи з післявоєнних років)

### Україна
| Гранатомет     | Калібр | Розробник-виробник                                  |
| -------------- | ------ | --------------------------------------------------- |
| РГ-24          | 24 мм  | Конструкторське бюро спецтехніки                    |
| РГ-1 «Поршень» | 30 мм  | ВО «Південний машинобудівний завод»                 |
| РГШ-30         | 30 мм  | ПрК «Високоточні системи»                           |
| РАГ-30 «Валар» | 30 мм  | НВП «Валар»                                         |
| КБА-117        | 30 мм  | КБ «Артилерійське озброєння»                        |
| КБА-119        | 30 мм  | КБ «Артилерійське озброєння»                        |
| РАГ-40 «Валар» | 40 мм  | НВП «Валар»                                         |
| Форт-600       | 40 мм  | КНВО «Форт»                                         |
| Форт-610       | 40 мм  | КНВО «Форт»                                         |
| УАГ-40         | 40 мм  | ВАТ «Завод «Кузня на Рибальському»                  |
| РПВ-16         | 93 мм  | ДержП Науково-дослідний інститут хімічних продуктів |
| РК-4           | 107 мм | ДержККБ «Луч»                                       |

### СРСР/Росія
| Гранатомет     | Калібр | Розробник-виробник                              |
| -------------- | ------ | ----------------------------------------------- |
| РПГ-7          | 40 мм  | СРСР                                            |
| АГС-17 «Пламя» | 30 мм  | Вятсько-Полянський машинобудівний завод «Молот» |
| АГС-30         | 30 мм  | Тульське конструкторське бюро приладобудування  |
| ГП-25          | 40 мм  | СРСР                                            |
| ГП-30          | 40 мм  | СРСР                                            |

### США
| Гранатомет | Калібр | Розробник-виробник |
| ---------- | ------ | ------------------ |
| M203       | 40 мм  |                    |
| Mk 19      | 40 мм  |                    |
| China Lake | 40 мм  |                    |

### Ізраїль
| Гранатомет | Калібр | Розробник-виробник |
| ---------- | ------ | ------------------ |
| B-300      | 82 мм  |                    |